# Bar Kokhba (album)
Pour les articles homonymes, voir Bar Kokhba.
 (novembre 2023).
Bar Kokhba est un album joué par un ensemble de musiciens regroupés sous l'appellation Masada Chamber Ensembles et sorti en 1996 sur le label Tzadik. Les compositions et les arrangements sont de John Zorn. Cet album appartient au répertoire de Masada. Les compositions ont déjà été enregistrées par la formation originale de Masada (Zorn, Douglas, Cohen et Baron). On peut remarquer ici la première apparition du Masada String Trio (Feldman, Friedlander et Cohen) sur quelques titres.

## Titres
| 1-01.  | Gevurah      | 6:55  |
| 1-02.  | Nezikin      | 1:51  |
| 1-03.  | Mahshav      | 4:33  |
| 1-04.  | Rokhev       | 3:10  |
| 1-05.  | Abidan       | 5:19  |
| 1-06.  | Sheloshim    | 5:03  |
| 1-07.  | Hath-Arob    | 2:25  |
| 1-08.  | Paran        | 4:48  |
| 1-09.  | Mahlah       | 7:48  |
| 1-10.  | Socoh        | 4:07  |
| 1-11.  | Yechida      | 8:24  |
| 1-12.  | Bikkurim     | 3:25  |
| 1-13.  | Idalah-Abal  | 5:05  |
| 2-01.  | Tannaim      | 4:39  |
| 2-02.  | Nefesh       | 3:33  |
| 2-03.  | Abidan       | 3:13  |
| 2-04.  | Mo'ed        | 4:59  |
| 2-05.  | Maskil       | 4:41  |
| 2-06.  | Mishpatim    | 6:46  |
| 2-07.  | Sansanah     | 6:56  |
| 2-08.  | Shear-Jashub | 2:06  |
| 2-09.  | Mahshav      | 4:50  |
| 2-10.  | Sheloshim    | 6:45  |
| 2-11.  | Mochin       | 13:11 |
| 2-12.  | Karaim       | 3:39  |
| 128:11 |              |       |

## Personnel
- Mark Feldman (2,4,6,10,12,14,16,20,21,25) - violon
- Erik Friedlander (2,4,6,10,12,14,16,21,25) - violoncelle
- Greg Cohen (2,4,6,9,10,12,14,16,18,21,25) - basse
- Marc Ribot (9,18,24) - guitare
- Anthony Coleman (1,3,11,17,19) - piano
- David Krakauer (3,8) - clarinette
- John Medeski (5,7,8,13,15,17,20,22,23) - orgue, piano
- Mark Dresser (1,15,19) - basse
- Kenny Wollesen (1,2,15,19,23) - batterie
- Chris Speed (5,13,20,23) - clarinette
- Dave Douglas (23) - trompette